# Naumachocrinus hawaiiensis
Naumachocrinus hawaiiensis är en sjöliljeart som beskrevs av A.H. Clark 1973. Naumachocrinus hawaiiensis ingår i släktet Naumachocrinus och familjen djuphavssjöliljor. Inga underarter finns listade i Catalogue of Life.